# Maria Andreae
Maria Andreae, född 1550, död 1632, var en tysk apotekare. 
Hon utnämndes till hovapotekare vid det hertigliga hovet i Württemberg. Det var ett ovanligt ämbete för kvinnor under denna tid, men hon utnämndes av Sibylla av Anhalt, som var känd för att gynna kvinnors rättigheter. Hon var efterträdare till Helena Magenbuch.